# 津軽杉山家
津軽杉山家（つがるすぎやまけ）は、江戸時代に弘前藩主津軽家の重臣として仕えた家系。石田三成の子孫の家系である。

## 歴史
石田三成の二男石田重成は関ヶ原の戦い後、津軽家を頼って陸奥津軽に落ち延びた。重成は杉山源吾と改名し、弘前藩に仕えた。長男杉山吉成は藩主の娘を娶り、弘前藩家老職となり、幕命による蝦夷出兵の際には弘前藩軍を指揮した。この際に吉成は江戸に上り、弘前藩を代表して幕府に対して戦後報告を行っており、すなわち幕府も石田三成の男系子孫の存在を把握していた。
以後、歴代の杉山家当主は弘前藩の重臣として奉行職や家老などを務め、幕末まで続いた。

## 歴代当主
- 石田重成
- 杉山吉成
- 杉山吉煕
- 杉山成武
- 杉山成胤
- 杉山成総
- 杉山成務
- 杉山成充
- 杉山成章
- 杉山成務
- 杉山成範
- 杉山成知
- 杉山壽之進
- 杉山丕（15代当主）